# Citronnelle rouillée
Opisthograptis luteolata
Pour les articles homonymes, voir Phalène.
Espèce
La Citronnelle rouillée (Opisthograptis luteolata) ou Phalène de l'alisier, est une espèce de lépidoptères (papillons) de la famille des Geometridae, de la sous-famille des Ennominae.

## Description
Comme son nom vernaculaire le suggère, le papillon est de couleur jaune citron, le bord des ailes antérieures est garni de petites taches couleur rouille ; la tache médiane est prolongée d'un ocelle irrégulier en direction du corps.

### Chenille

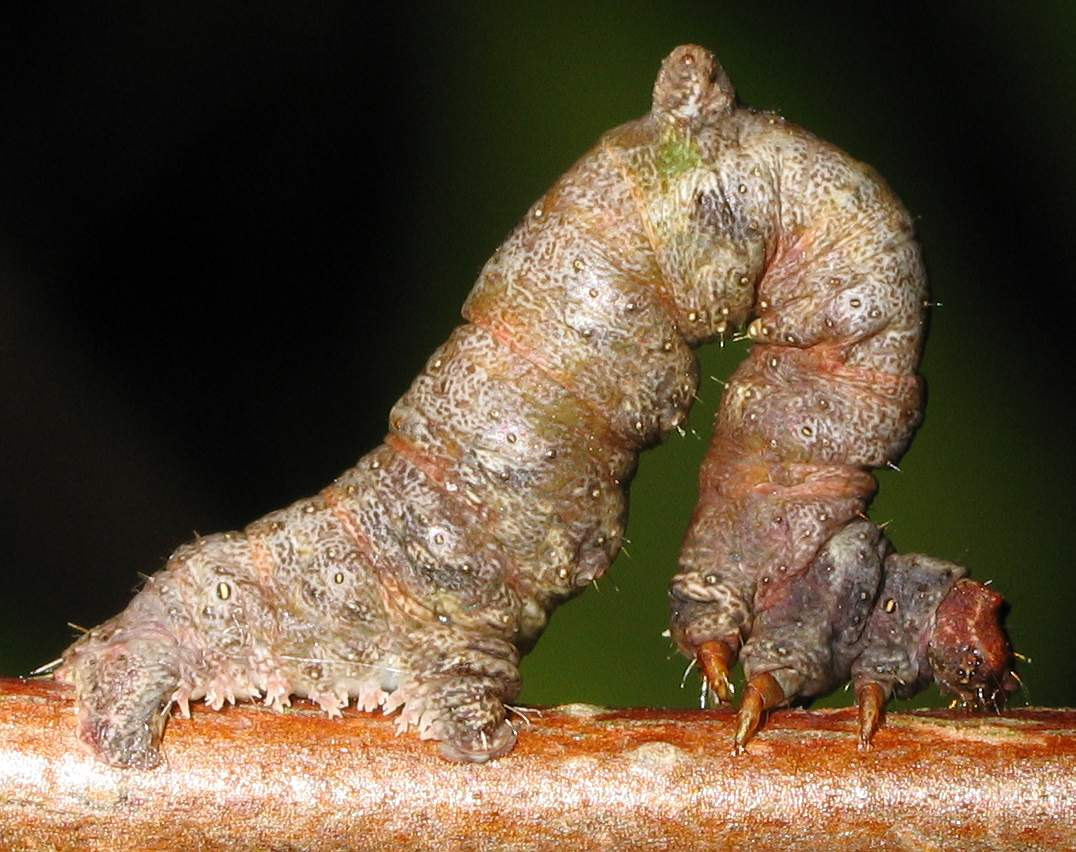
Chenille de la Citronnelle rouillée.

De couleur variable, brun-gris ou brun-roux, parfois verte avec des plages brunes, la chenille présente une excroissance dorsale bifide sur le 3e segment abdominal. Polyphage, elle se nourrit de divers arbres ou arbustes : poiriers, pommiers, sorbiers, saule marsault, prunellier, aubépines, etc. La chenille de deuxième génération hiverne, parfois sous forme de chrysalide.

## Répartition géographique
On retrouve ce papillon dans la région paléarctique et au Proche-Orient. Partout en France.

## Écologie
Cette espèce bivoltine occupe des milieux variés : bois, haies, broussailles, jardins, prairies. On peut observer les papillons d'avril à septembre même pendant le jour.